# Leptoporus
Leptoporus is een geslacht van schimmels behorend tot de familie Irpicaceae. De typesoort is Leptoporus mollis.

## Soorten
Volgens Index Fungorum telt het geslacht 21 soorten (peildatum april 2022):
| Soortnaam                           | Auteur(s)                | Publicatiejaar |
| ----------------------------------- | ------------------------ | -------------- |
| Leptoporus albus                    | (Huds.) Quél.            | 1886           |
| Leptoporus alutaeformis             | Pat.                     | 1920           |
| Leptoporus apalus                   | (Cooke) Pat.             | 1900           |
| Leptoporus asperulus                | Pat.                     | 1907           |
| Leptoporus bulgaricus               | Pilát                    | 1937           |
| Leptoporus caeruleus                | (Schumach.) Quél.        | 1886           |
| Leptoporus canaliculatus            | (Pat.) Pat.              | 1900           |
| Leptoporus candidus                 | Pat.                     | 1900           |
| Leptoporus carpatorossicus          | Pilát                    | 1938           |
| Leptoporus cervinus                 | Quél.                    | 1892           |
| Leptoporus coriolus                 | D.A. Reid                | 1963           |
| Leptoporus dalmaticus               | Pilát                    | 1953           |
| Leptoporus jacksonii                | Pilát                    | 1938           |
| Leptoporus lindtneri                | Pilát                    | 1938           |
| Leptoporus mexicanus                | Pat.                     | 1898           |
| Leptoporus micantiformis            | Pilát                    | 1936           |
| Leptoporus moeszii                  | Pilát                    | 1938           |
| Leptoporus mollis (Zachte kaaszwam) | (Pers.) Quél.            | 1886           |
| Leptoporus pallidocervinus          | (Schwein.) Pat.          | 1903           |
| Leptoporus schulzeri                | (Bourdot & Galzin) Pilát | 1938           |
| Leptoporus werneri                  | Pilát                    | 1939           |